# Megachile remota
Megachile remota är en biart som beskrevs av Smith 1879. Megachile remota ingår i släktet tapetserarbin, och familjen buksamlarbin. Inga underarter finns listade i Catalogue of Life.